# 奥斯特拉西亚的布伦希尔德

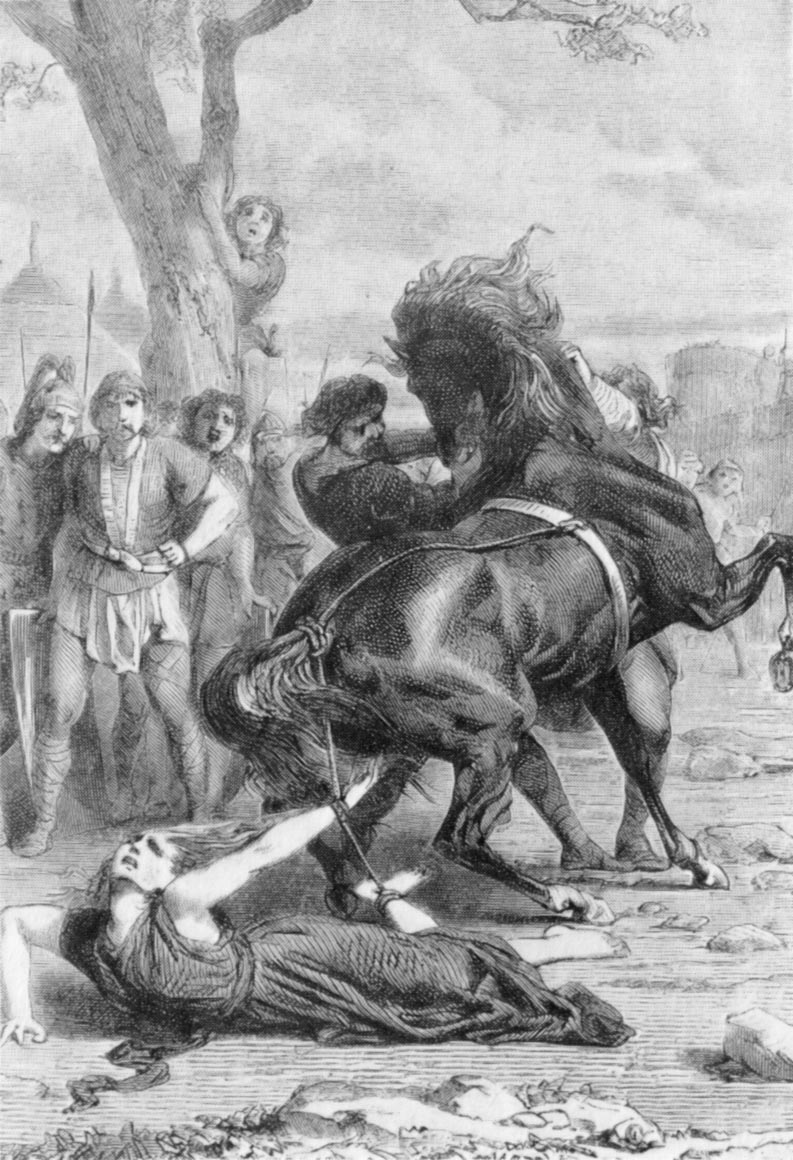
Philippoteaux and Girardet, Die Folterung von Brunhilde.

布伦希尔德（法语：Brunhilda，543年-613年），西哥特公主，奥斯特拉西亚王西吉貝爾特一世的王后。国王故后，她作为其儿、孙、曾孙三代之摄政，统治奥斯特拉西亚东部与勃艮第地区，将罗马式的中央集权引入国内。在统治前期，她因独到的政治眼光而被视为明君，但最终因其残暴戾虐而失去人心，身死名裂。

## 生平
布伦希尔德是西哥特王阿塔納吉爾德与其王后葛丝温萨之女，两姐妹中的妹妹。其父于554年登基为王，她幼年接受了阿里乌教派的基督教教育。

### 第一次婚姻
567年，她嫁给以外交使节身份来到西哥特国都托莱多的西吉貝爾特一世，并皈依天主教。
当时，西吉貝爾特及其三兄弟将父王克洛泰尔一世统一了的法兰克王国拆为四个小国，分而治之。听闻兄长与高贵的公主成婚的消息，西吉貝爾特之弟，诺伊斯特里亚（或苏瓦松）王希尔佩里克一世抛弃了第一任妻子奥多维拉，与另一个西哥特公主，也就是布伦希尔德的姐姐，加尔斯温特成婚。但希尔佩里克骄奢淫欲，不愿遣散自己包养的情妇与娼妓，又怀疑妻子与他离婚后，会带着嫁妆的财宝回国。于是与宠妃芙蕾德贡德共谋，杀害了妻子并与其结婚。
亲姐被奸人所害，妹妹自然胸中激愤。在两国王后的挑唆之下，兄弟两国的关系急转直下。兄王贡特拉姆与教会的仲裁亦无法抹平双方的矛盾，战争爆发。在此期间，西吉貝爾特与布伦希尔德育有三子。尽管西吉貝爾特在战场上获得了胜利，但却被芙蕾德贡德所雇佣的刺客暗杀，布伦希尔德自己则被逮捕，关押在鲁昂。

### 第二次婚姻
布伦希尔德就此成了寡妇。但希尔佩里克与首任妻子奥多维拉之子墨洛维，为了加强自己的王位继承权，决定迎娶这位被关押的婶婶。这种亲属关系的婚姻是违反教会法的。尽管两人的婚姻得到了鲁昂主教的承认，但却因巴黎主教的告发而无效。墨洛维也在义母逼迫下剃发改任圣职而放弃王位继承权。尽管他一度逃脱，但最后还是被父亲抓获，被自己的侍从结束了生命。

### 第一次摄政
布伦希尔德被释放回国后，排除国内贵族的反对，成为其子希尔德贝尔特二世的摄政。作为接受西哥特贵族教育的公主，她以文功治国，整治行政、修筑教会、巩固城塞，清理国库、整编新军。至希尔德贝尔特13岁（583年）成年前，都由她作为摄政统治王国。595年9月或10月，希尔德贝尔特二世卒。597年，芙蕾德贡德卒，两个女人的争斗暂时画上了句号。

### 第二次摄政
西吉贝尔特死后，布伦希尔德再次作为其孙，提烏德貝爾特二世与提烏德里克二世的摄政，因后者继承了西吉貝爾特王兄贡特拉姆的王位，她的统治范围也扩大到了奥斯特拉西亚王国与勃艮第王国。599年，布伦希尔德被提乌德贝尔特二世流放，辗转来到勃艮第（提乌德里克二世的辖地）。此后，布伦希尔德唆使提乌德里克二世与其兄提乌德贝尔特二世开战。此时的布伦希尔德已年逾50歲，性格愈发冷酷：她为了在孙子的宫廷中扶植党羽，暗杀了宫相贝尔托特。此后也暗杀了许多达官贵族与主教，逐渐控制了朝政。最终，勃艮第战胜了奥斯特拉西亚，提乌德贝尔特二世被俘。提乌德里克二世继承了兄长的王位，但不久死于痢疾。

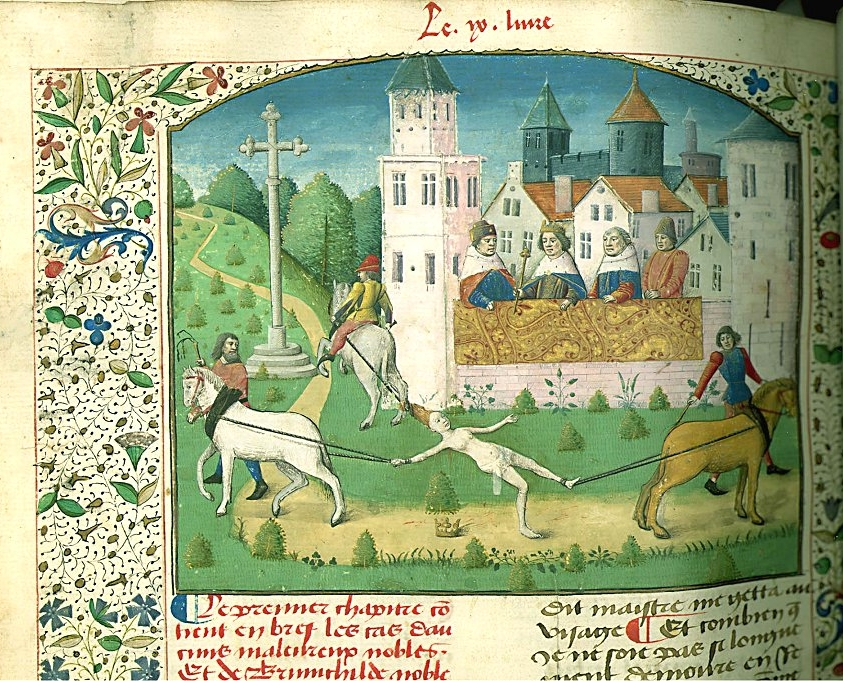
处死布伦希尔德, 来自De Casibus Virorum Illustrium, Maître François，巴黎，1475年

### 第三次摄政与死亡
613年，提乌德里克二世庶出之子继承两国王位，是为西吉貝爾特二世。于是布伦希尔德再次成为曾孙的摄政。朝野上下惶恐，奥斯特拉西亚宫相沃纳哈尔二世、勃艮第宫相兰登丕平与梅斯主教阿努尔夫一道，与诺伊斯特里亚王（芙蕾德贡德之子）克洛泰尔二世合谋。在埃纳之战中，奥斯特拉西亚与勃艮第的贵族对被围攻的王军坐视不理，祖孙二人只得仓皇撤退。最终在前往凯尔特部落求援的路上被克洛泰尔的军队拦截捕获，幼主与王弟双双被杀。
布伦希尔德被捕后，克洛泰尔二世以导致10个法兰克人国王的死为罪名，将她残忍地处死。根据《法兰克史》(又称《法兰克人的传奇统治》）记载：
「法兰克与勃艮第军齐声高呼，要处死布伦希尔德这名恶妇。克洛泰尔王令先将她绑于马后拖行，绕全军一周。再将缚于烈马足后，五马分尸。她终于死了，葬于烈焰之中。化骨扬灰。」
613年，布伦希尔德被殺，享年70岁。

## 传说中的布伦希尔德
许多学者将法兰克女王布伦希尔德视为歌剧尼伯龙根之歌中布伦希尔德或古德伦形象的来源。该剧中，与古德伦结婚的齐格飞，与历史上布伦希尔德的首任丈夫西吉貝爾特一世有许多共通之处。剧中所述之事，与6世纪高卢史实亦多有似通之处。英国历史学家托馬斯·霍金认为，尼伯龙根之歌正是因为参考了包括布伦希尔德在内的诸多古代诸王的事迹，方使诗剧散发出超越虚构故事的强大吸引力。

## 脚注
1. ↑  Gregory of Tours, IV.27.
2. ↑  Gregory, IV.28.
3. ↑  Gregory IV.47
4. ↑  Gregory V.2
5. ↑  Gregory V.14 & 18
6. ↑  Hodgkin, V, p 202. Retrieved fromNorthvegr （页面存档备份，存于）.